# Zderzenie samolotów nad Überlingen
Zderzenie samolotów nad Überlingen – jeden z najtragiczniejszych wypadków lotniczych w powojennej historii niemieckiego lotnictwa cywilnego, do którego doszło nad południowymi Niemcami, niedaleko miasta Überlingen, nad Jeziorem Bodeńskim.

## Wydarzenia

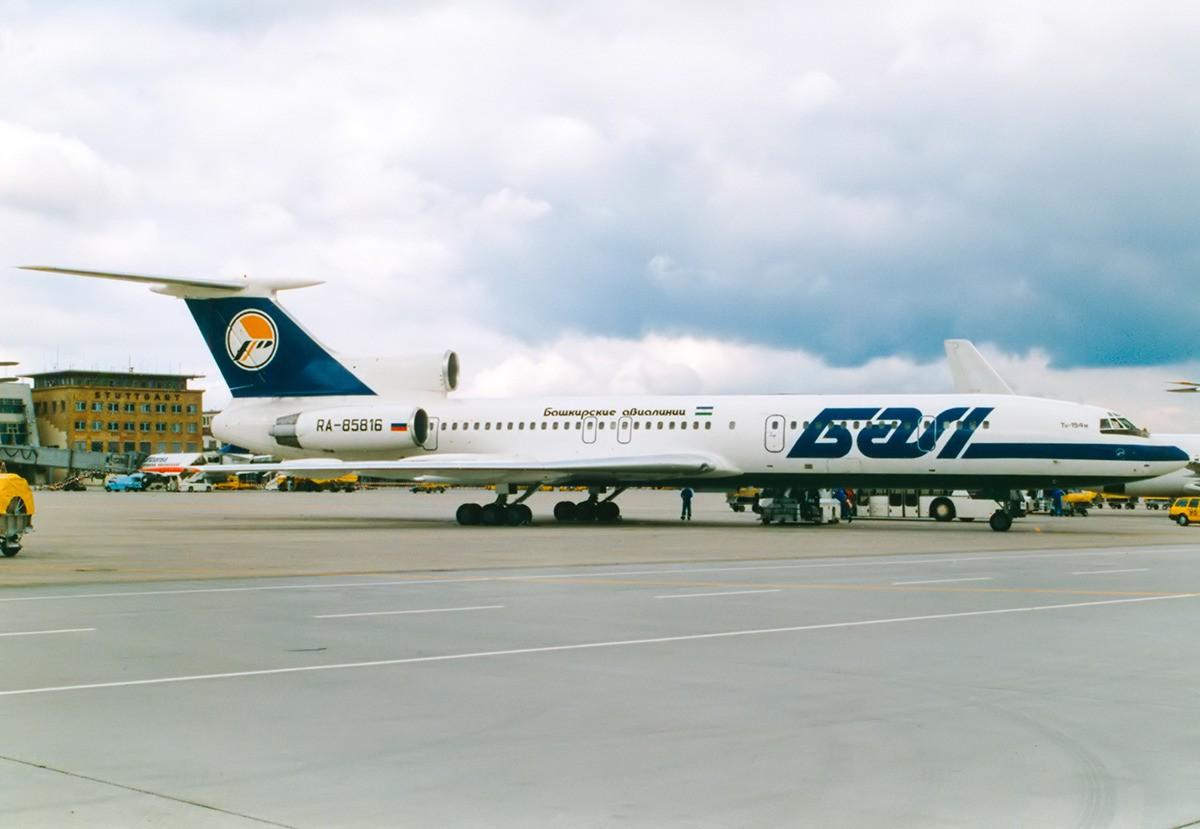
Tupolew Tu-154, który uległ wypadkowi (nr rej. RA-85816); zdjęcie wykonano na lotnisku w Stuttgarcie w sierpniu 1997 roku

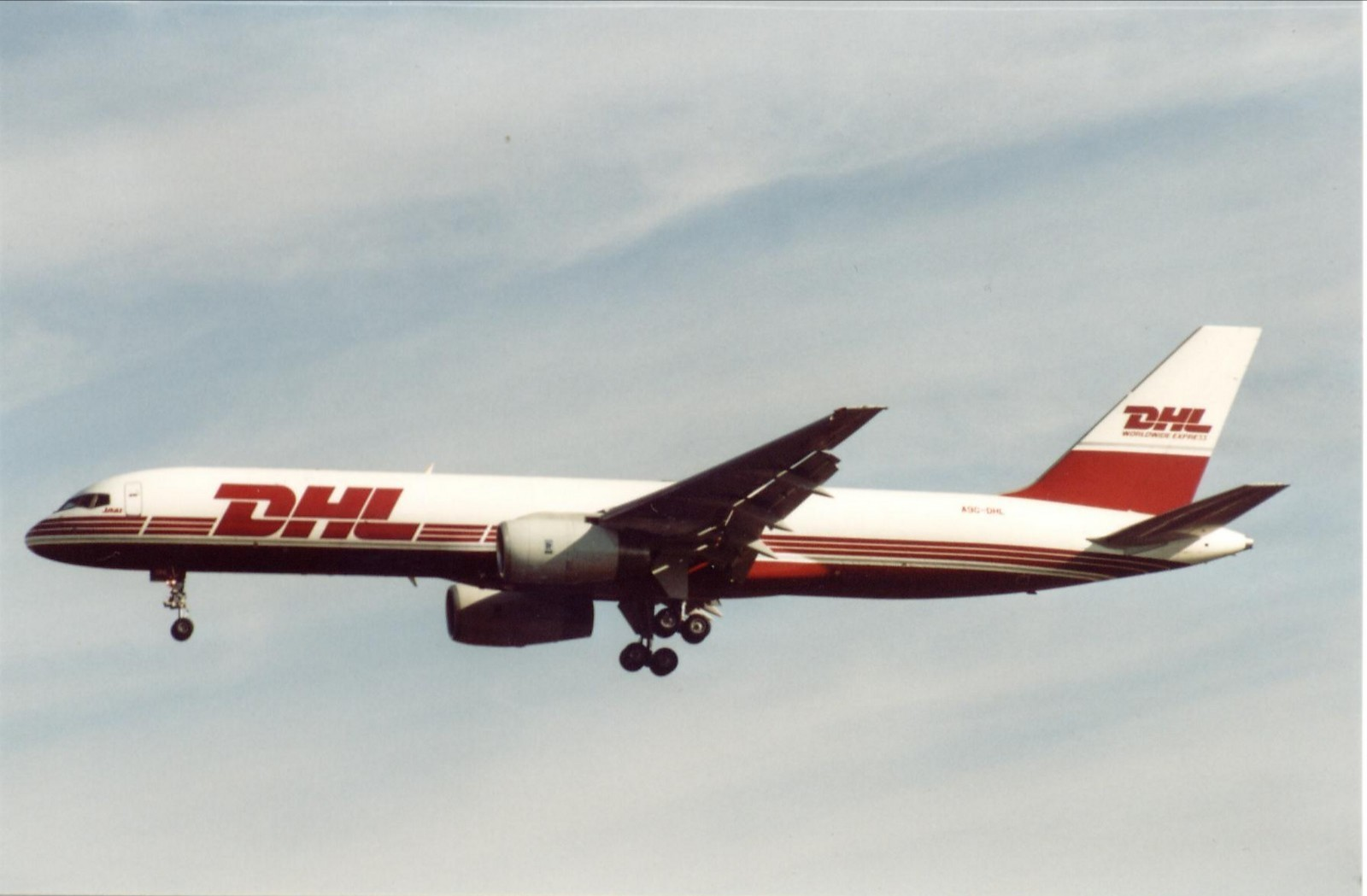
Boeing 757, który uległ wypadkowi (nr rej. A9C-DHL); zdjęcie z 2 czerwca 2002

W nocy z 1 na 2 lipca 2002, o godzinie 23:23 do przestrzeni lotniczej w Zurychu wleciał rosyjski Tu-154 należący do linii Bashkirian Airlines. Na jego pokładzie była wycieczka szkolna do Barcelony z  Moskwy (uczniowie pochodzili z Ufy, skąd odjechali pociągiem do Moskwy). Kilka minut później system kontroli wychwycił ryzyko kolizji Tupolewa z innym samolotem - Boeingiem 757 należący do firmy DHL (wykonywał lot Bergamo - Bruksela). Na około minutę przed katastrofą urządzenie TCAS wysłało zalecenia do obu załóg - załoga Boeinga miała się zniżyć a Tupolewa wznieść się. Jednak druga załoga zrobiła odwrotnie (pewnie na polecenie kontrolera z Zurychu) i tak niebezpieczeństwo gwałtownie wzrosło. O godzinie 23:35 oba samoloty zderzyły się nad miastem Überlingen (na granicy niemiecko-szwajcarskiej, nad Jeziorem Bodeńskim) - statecznik Boeinga przeciął kadłub Tupolewa na 2 części - i rozbiły o ziemię 2 minuty później. Śmierć ponieśli wszyscy na pokładach obu maszyn - 71 osób, z czego połowa były dziećmi.

## Ofiary

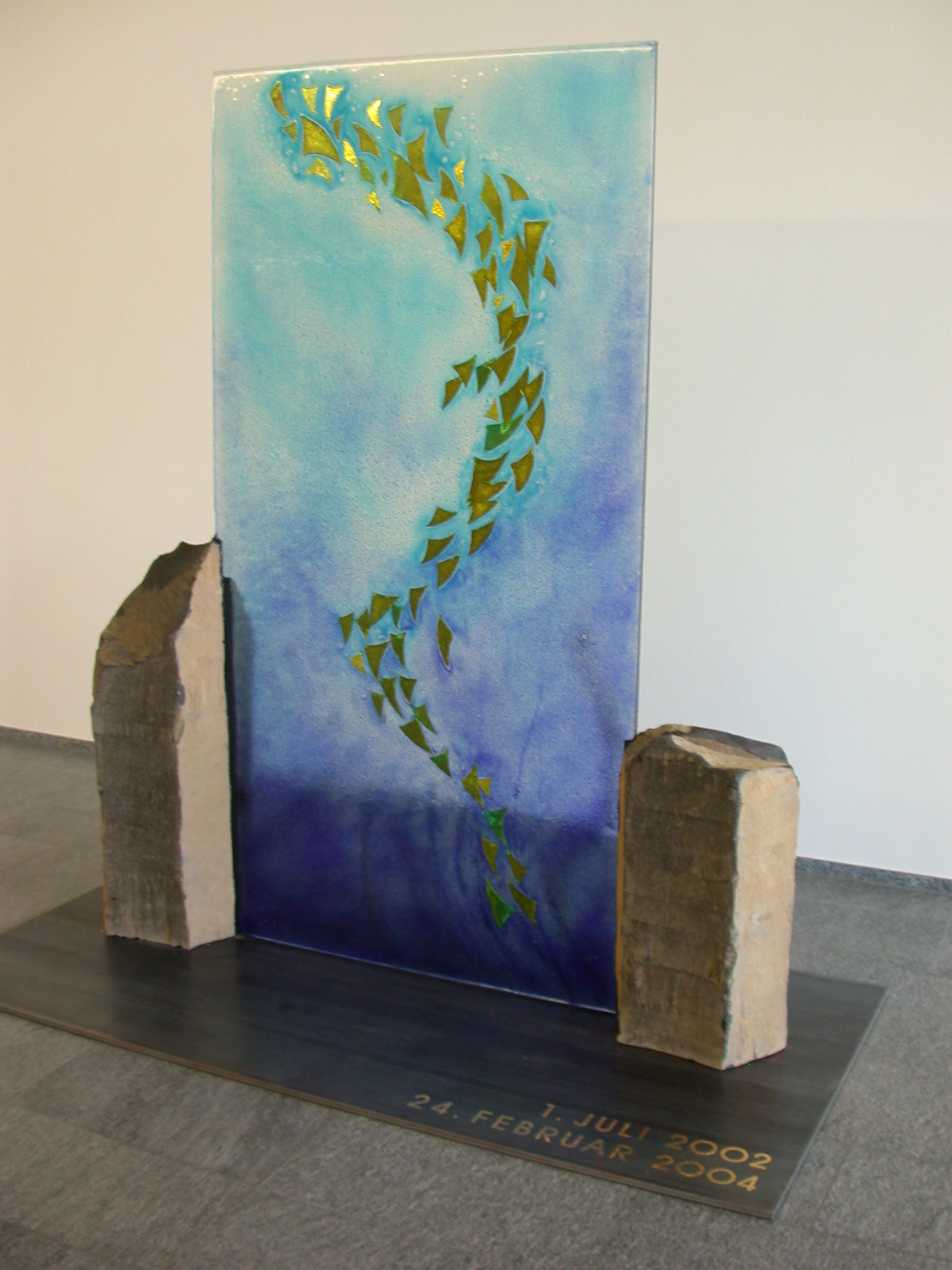
Pomnik ofiar wypadku w siedzibie firmy „Skyguide”

Agencja organizująca wakacje dla dzieci z Ufy pomyliła moskiewskie lotniska, wskutek czego nie poleciały one do Barcelony planowanym przez nią rejsowym lotem. Dwa dni później wyczarterowano dla nich samolot zastępczy. Na pokładzie lecącego z Moskwy Tupolewa, poza załogą, przebywało 45 dzieci, kilkoro opiekunów oraz matka z córką i synem (zabrane przy okazji).
Ponieważ był to lot testowy dla rosyjskich pilotów, załoga Tu-154 wyjątkowo składała się z pięciu osób: kapitana, pierwszego oficera (nie pilotował), nawigatora, inżyniera pokładowego oraz głównego pilota Bashkirian Airlines (pełnił wtedy funkcje pierwszego oficera oraz oceniał prace kapitana). Na pokładzie transportowego Boeinga znajdowały się tylko dwie osoby: kapitan oraz pierwszy oficer.
W wypadku zginęło 71 osób, w tym 46 dzieci.

## Przyczyny wypadku
Inspektorzy lotnictwa doszukali się wielu czynników i powodów, które wpłynęły bezpośrednio na ten wypadek. Wśród nich należy wymienić m.in.:
- niedziałające lub celowo wyłączone na czas konserwacji systemy w centrum kontroli ruchu lotniczego w Zurychu, na terenie którego doszło do wypadku;

- faktycznie ograniczona załoga (do jednej osoby, standardowo dwie) na nocnej zmianie w centrum kontroli ruchu lotniczego – na zmianie było 2 kontrolerów (pełnoprawny kontroler i asystent), ale jeden z nich (asystent) wyszedł za zgodą drugiego kontrolera na dłuższą przerwę (odwiedziła go w pracy narzeczona), co było częstą praktyką w centrum kontroli firmy „Skyguide”;

- brak możliwości połączenia telefonicznego kontrolera ruchu lotniczego z innym centrum – centralka telefoniczna była tej nocy także konserwowana i czynna była tylko jedna linia zewnętrzna (kontrolerzy nie wiedzieli o dodatkowo podłączonej linii telefonicznej) – kontrolerzy niemieccy, którzy widzieli na swoich radarach, co się dzieje, nie mogli przez to ostrzec kontrolerów w Zurychu (kontroler nie ma prawa wydawać poleceń samolotom poza jego sektorem);

- obsługa drugiego samolotu, którego przelot nie był planowany i znalazł się on w tej przestrzeni powietrznej dodatkowo, poza planowymi lotami;

- niejednoznaczności w przepisach lotniczych – w przypadku, kiedy polecenia kontroli ruchu lotniczego i wskazania przyrządów w samolocie są przeciwstawne, kapitan samolotu ma obowiązek podjąć decyzję, które z nich uzna za obowiązujące, jednakże nie zdefiniowano, co kapitan ma preferować; w rezultacie kapitan Tupolewa wybrał polecenia kontrolera (po wypadku zmieniono przepisy i teraz kapitan ma w takiej sytuacji preferować wskazania przyrządów samolotu).

Doniesienia prasowe z tego okresu sugerowały wprost lub pośrednio, że winę za tragedię ponosi kontroler ruchu lotniczego, który pracował owej feralnej nocy. Większość artykułów pomija lub marginalizuje inne czynniki (między innymi wymienione powyżej), które spowodowały, że obwiniany kontroler był właściwie tylko ogniwem w całym łańcuchu przyczynowo-skutkowym.
Najważniejszym przeoczeniem prasy był fakt, że tuż przed nocną zmianą wyłączono na czas testów i konserwacji jedną z anten w centrum, o czym nie poinformowano kontrolera. Nie wiedział on, że w przypadku niebezpieczeństwa kolizji nie otrzyma informacji o tym, że na którymś z samolotów włączył się alarm przeciwkolizyjny TCAS. W krytycznym momencie o dwóch samolotach, które znalazły się na kursie kolizyjnym, dowiedział się z odczytu systemów wspierających oraz informacji przekazywanych przez pilotów.

## Krytyczna decyzja
W krytycznym momencie kontroler ruchu lotniczego nie dosłyszał informacji pilotów Boeinga, że zgodnie z zaleceniami ich systemu TCAS rozpoczęli obniżanie poziomu lotu. Brak tej informacji spowodował, że kontroler nakazał również rosyjskiemu Tupolewowi obniżenie lotu. Było to zupełnie sprzeczne ze wskazaniami zainstalowanego na pokładzie rosyjskiej maszyny systemu TCAS, który wobec zagrożenia kolizji nakazał wznoszenie się. Doprowadziło to do sytuacji, w której obie maszyny znalazły się w locie nurkowym, lecąc wprost na siebie i w efekcie zderzyły się.
Podsumowując tę sytuację należy wyraźnie podkreślić jeden fakt. Systemy TCAS zainstalowane na pokładach obu maszyn zadziałały prawidłowo. Oba w porę wykryły niebezpieczeństwo kolizji, „porozumiały się” (drogą radiową) między sobą i jeden z nich nakazał pilotom obniżenie poziomu lotu, a drugi – podwyższenie. W efekcie oba samoloty minęłyby się w bezpiecznej odległości. W krytycznym momencie jednak, gdy kontroler ruchu lotniczego (wcześniej zajęty obsługą innych maszyn) zorientował się w zagrożeniu, nakazał nerwowym głosem natychmiastowe obniżenie lotu drugiej maszynie. Natomiast piloci rosyjskiego Tupolewa mając do wyboru spokojny, mechaniczny głos pochodzący z pokładowego systemu TCAS, nakazujący wznoszenie, oraz zdenerwowany, ale „ludzki” głos kontrolera ruchu lotniczego rozkazujący obniżenie lotu (a także fakt, że byli szkoleni, że w razie wątpliwości najważniejsze są polecenia kontroli naziemnej) wybrali ten drugi. Maszyna DHL swym statecznikiem pionowym przecięła na pół Tu-154 baszkirskich linii lotniczych, po czym kontynuowała lot przez kolejne 2 minuty, nim spadła.

## Wydarzenia powiązane
Zderzenie samolotów nad Überlingen – wypadek sam w sobie – miało swój drugi, tragiczny finał półtora roku później. Rosyjski architekt Witalij Kałojew, który w okresie tych tragicznych wydarzeń pracował pod Barceloną, stracił w wypadku żonę, syna i córkę. W akcie zemsty 24 lutego 2004 roku zamordował kontrolera ruchu lotniczego Petera Nielsena, pośrednio odpowiedzialnego za wypadek, którego obciążał całą winą za stratę żony i dzieci. Podczas przesłuchania twierdził, że nie pamięta momentu zabójstwa, ale psychiatrzy stwierdzili, że jest w stanie odpowiadać przed sądem. Został skazany 26 października 2005 roku na osiem lat więzienia. 8 listopada 2007 roku sąd wydał postanowienie o zwolnieniu z reszty odbywania kary za dobre zachowanie. 13 listopada 2007 roku Witalij Kałojew przybył na terytorium Federacji Rosyjskiej i został wiceministrem budownictwa w rządzie Północnej Osetii.
W dniu 29 lipca 2009 roku niemiecka telewizja ARD pokazala film Flug in die Nacht – Das Unglück von Überlingen upamiętniający tragiczne zdarzenie.
W dniu 5 kwietnia 2017 swoją premierę miał film „Po katastrofie” (ang. Aftermath), inspirowany wypadkiem oraz jego następstwami. W roli głównej wystąpił Arnold Schwarzenegger.